# Кошин, Анатолий Александрович
Анатолий Александрович Ко́шин — советский и российский учёный. Профессор Южно-Уральского государственного университета. Один из основных разработчиков первой советской системы автоматизированного проектирования. Написал первый в Советском Союзе учебник по компьютерному проектированию в машиностроении.

## Биография
Анатолий Александрович родился в 1944 году в Псковской области, на оккупированной фашистами территории. Родителям Кошина удалось спрятать ребенка, тем самым сохранив ему жизнь. После отступления немецких войск, семью Кошина отправили в Челябинск. В 1966 году Анатолий Александрович окончил механико-технологический факультет ЧПИ. В 1974 году защитил кандидатскую диссертацию. В 80-х годах XX века рабочая группа, под руководством Кошина, по государственному заказу разработала компьютерную программу, позволяющую проектировать технологические процессы. Разработанный Кошиным программный продукт опережал своё время, но из-за распада Советского Союза и начавшегося экономического кризиса, массового внедрения САПР на машиностроительных предприятий страны не получилось. Сфера научных интересов Анатолия Кошина была обширна. Так в 1997 году он защитил докторскую диссертацию на тему «Теория точности и оптимизация многоинструменой токарной обработки». Автор более двухсот научных работ. Почётный работник высшего профессионального образования Российской Федерации. Награждён премией Государственного комитета образования и почётным знаком Отличник «Высшей школы». Руководил подготовкой тринадцати кандидатских и одной докторской диссертаций.